# Biblioteca „Onisifor Ghibu” din Chișinău

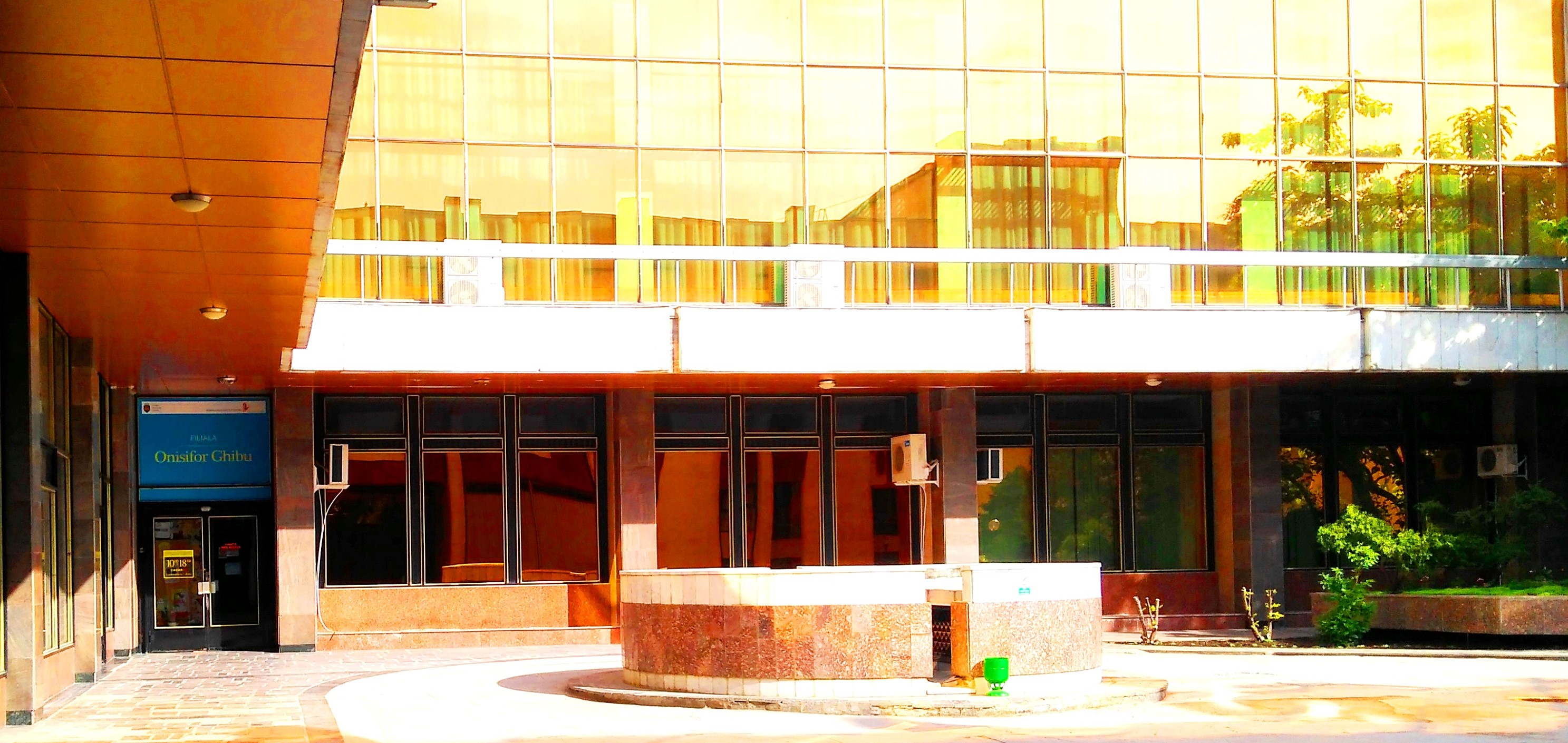
Vedere a Bibliotecii din curte

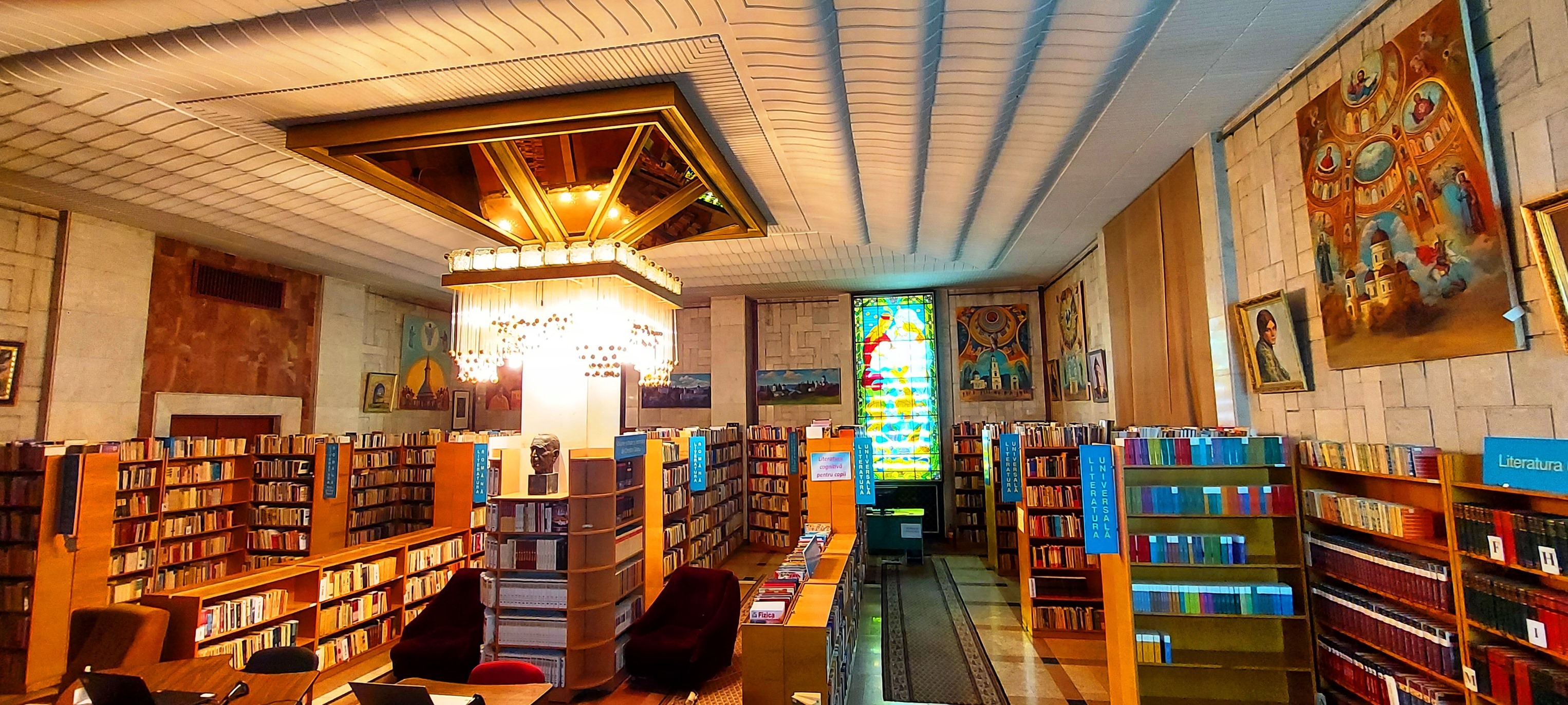
Sala împrumut

Biblioteca „Onisifor Ghibu” este o filială a Bibliotecii Municipale „B. P. Hasdeu”, prima bibliotecă de carte românească din Chișinău. Este situată în centrul Chișinăului în incinta Palatului Republicii cu intrare din strada Nicolae Iorga. Dispune de o colecție formată exclusiv din carte românească (transmisă de Biblioteca Metropolitană București), care mereu se completează cu ediții noi, în majoritate enciclopedice.
Biblioteca „Onisifor Ghibu” a fost deschisă la 15 ianuarie 1992. Ideea de prima bibliotecă de carte românească a venit de la Gheorghe Buluță, directorul Bibliotecii Metropolitane „Mihail Sadoveanu” din București, în 1990. Protocolul a fost semnat de primarul Chișinăului, Nicolae Costin, și primarul Bucureștilor, Ștefan Ciurel, și contrasemnat de directorii ambelor biblioteci, respectiv Gheorghe Buluță și Lidia Kulikovski. Pe parcursul anilor Biblioteca „O. Ghibu” a fost condusă de Romela Osoianu, Saida Oanță (interimar), Elena Vulpe (1994-2012) și Vitalie Răileanu (din 2012). 
Colecția bibliotecii constituie peste 45 218 de mii de documente cu caracter enciclopedic și universal. Biblioteca beneficiază de donații de carte din partea unor organizații și autori autohtoni, care sunt protagoniștii unor activități organizate de bibliotecă. Biblioteca deține și o colecție digitală, formată din cărți și documente digitizate, site-uri.
Biblioteca „Onisifor Ghibu” deține două săli pentru public: Sala împrumut (sala de marmoră albă) și Sala Lectură (Sala Nuciferă). În sala împrumut este localizată colecția de Literatură Română și Universală; Critica Română și Universală; Folclor; Presa periodică și publicații pentru copii.  Sala de împrumut este decorată cu două vitralii pe motive de balade populare realizate de Filimon Hamuraru.

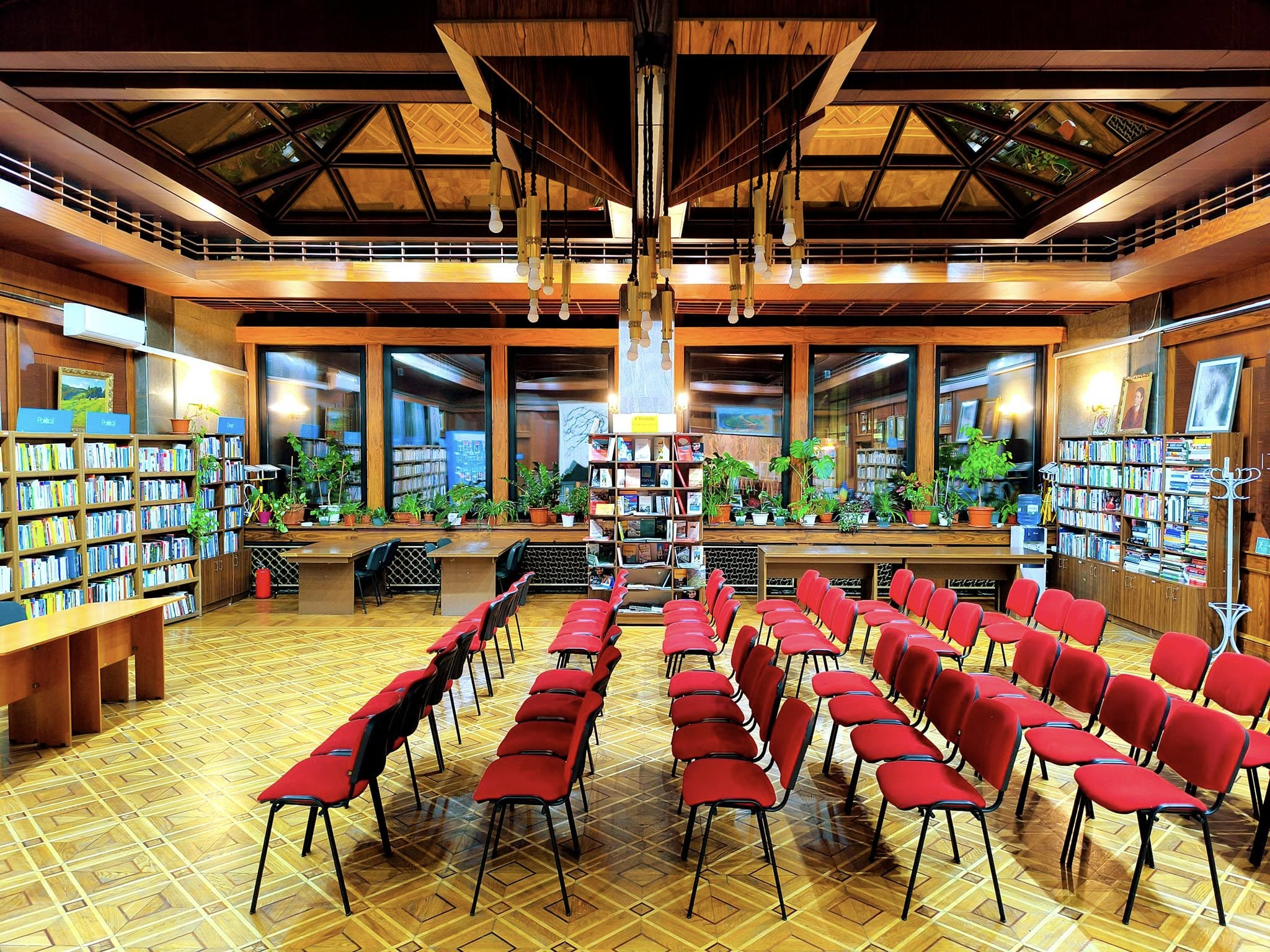
Sala Lectură

Sala Lectură a Bibliotecii dispune de o capacitate de 120 locuri. Aici sunt localizate colecțiile: Filosofie; Psihologie; Religie; Științe sociale; Politică; Economie; Drept; Pedagogie; Științe exacte; Medicină; Management; Artă; Sport; Lingvistică; Geografie; Arheologie și Istorie. În această sală se află expoziția permanentă realizată de Maestrul în Arte, pictor, scriitor, zugrav Leonid Popescu. Tot în această sală se află o lucrare de tapiserie intitulată „Primăvara”, realizată de Artista Poporului, Om emerit ala Artelor Maria Saca-Răcilă.
Bibioteca oferă servicii tradiționale (împrumut / consultare, asistență informațională, prelungirea termenului de împrumut, rezervarea documentelor, activități culturale) și servicii moderne la necesitățile comunității. Biblioteca organizează numeroase activități, conferințe, simpozioane, mese rotunde, ateliere profesionale și de dezbateri, de creație, concursuri, zile și expoziții tematice, recitaluri, întâlniri și dialoguri cu personalități literare, politice, culturale, științifice, expoziții de carte și vernisaje de fotografii, de documente. Tot aici activează Laboratorul de Cercetări Literare și Biobibliografice „Onisifor Ghibu”, proiect inițiat de Vitalie Răileanu.

### Cărți realizate
- Esinencu, Nicolae. Spectacolul operei literare. Chișinău: Ed. Profesional Service SRL, 2011. 346 p.
- Cerc în labirint: (idei și tendințe literare). Chișinău: Ed. Magna-Princeps SRL, 2011. 160 p.
- Anatol Ciocanu și senectutea teiului. Chișinău: Ed. Profesional Service SRL, 2012. 252 p.
- Melopee pentru început de mileniu trei (volum antologic). Chișinău: Ed. Notograf Prim, 2012. 100 p.
- Academicianul Mihai Cimpoi - Savantul timpului prezent (exegeze literare). Chișinău: Ed. Viața arădească, 2012. 228 p.
- Corcinschi, Nina. Arcul voltaic: Textul ca lume (i)mediată. Chișinău: Ed. Notograf Prim, 2012. 146 p.
- Răileanu, Vitalie. Poeme și epistole în zbucium: (carte postumă). Chișinău : Ed. Notograf Prim, 2012. 200 p.
- Răileanu, Vitalie. Pavel Balmuș sau forța inepuizabilă a unui intelectual. Chișinău : Ed. Grafema Libris, 2013. 225 p.
- Răileanu, Vitalie. În dialog cu Omul și despre Om. Chișinău: Ed. Grafema Libris, 2013. 140 p.
- Răileanu, Vitalie. Petru Cărare ¬ scriitor nonconformist : (exegeze literare). Chișinău : Ed. S.n, 2013. 240 p.
- Răileanu, Vitalie. Alexandru Burlacu. Fascinația modelelor. Iași : Ed. Tipo Moldova, 2014. 481 p.
- Răileanu, Vitalie. Sergiu Pavlicencu. Cartea unui destin. Iași : Ed. Tipo Moldova, 2014. 409 p.
- Răileanu, Vitalie. Reversul ludic al (dia)criticului. Iași : Ed. Tipo Moldova, 2014. 190 p.
- Răileanu, Vitalie. Nicolae Bilețchi. Romanul și contemporaneitatea. Problema constituirii genului romanesc. Iași : Ed. TipoMoldova, 2015. 274 p;
- Ciocanu, Ion. În marginea și miezul poeziei. Iași : Ed. TipoMoldova, 2015. 348 p. ;
- Vatamanu, Ion. Umbre. Poetul și imperiul (poeme inedite).  Iași : Ed. TipoMoldova, 2015. 84 p.;
- Eugen Cioclea în dioptria criticii și studiilor literare. Chișinău: S.n., 2015. 212 p.
- Nicolae Esinencu. Viața și opera literară (ca) într-o carte. Iași : Ed. TipoMoldova, 2016. 339 p.;
- Vatamanu, Ion. – scriitor al existenței. București : Ed. Detectiv Literar, 2017. 358 p.
- Răileanu, Vitalie. Ineditul Eugen Cioclea. Iași : Junimea, 2018. 304 p.
- Răileanu, Vitalie. Esinencu Nicolae. File din jurnalul unui scriitor / Vitalie Răileanu. Chișinău : S.N., 2019. Tipogr. Tipocart Print. 69 p.;
- Esinencu, Nicolae. Evreii: (Roman inedit) / Nicolae Esinencu. Chișinău : Prut Internațional, 2020. 136 p.;
- Răileanu, Vitalie. Nicolae Esinencu - Fulminantă performanță literară: (Monografie bibliografică) / Vitalie Răileanu. Chișinău : Biblioteca Municipală „B.P. Hasdeu”, 2021. 275 p.;
- Răileanu, Vitalie. Jurnalul unui scriitor (1975-2012) - Ed. inedită: coord. / Vitalie Răileanu. - Iași: Ed. Junimea, 2021. - 194 p.
- Cioclea, Eugen. 75 de poeme cât o viață...: (volum antologic omagial) / Eugen Cioclea; ed. îngrijită de Vitalie Răileanu. - Chișinău: Bestseller, 2023. - 128 p.
- Strigăt de iubire. Corespondența dintre Nicolae Esinencu și soția sa Antosea Darca sau ESI către TO și TO către ESI; selecție, prefață de Vitalie Răileanu. - Iași: Junimea, 2023. - 391 p;
- Beșleagă, Vladimir.  ...o viață din/spre... Europa Liberă : interviuri, comentarii, jurnale, memorii / Vladimir Beșleagă; ediție îngrijită de Dumitru Maxim ; coordonator: Vitalie Răileanu. - Chișinău : Print-Caro, 2024. - 399 p;
- Vitalie Răileanu - sub semnul spectacolului vieții (Biobibliografia scriitorului comentată și completată cu exegeze literare). - Chișinău, 2024. - 204 p.
- Vitalie Răileanu. Cărți și oameni, oameni și cărți. - Chișinău, S.n., 2025. - 182 p.
- Beșleagă, Vladimir. Mălăiești - închinare : Secolele XVII-XXI / Vladimir Beșleagă, Alexei Memei, Timotei Mihailov ; ediție îngrijită de Dumitru Maxim. - Chișinău : S.N., 2025 (pRINT-cARO). - 639 p.